# Athous brevis
Athous brevis là một loài bọ cánh cứng trong họ Elateridae. Loài này được Fleutiaus miêu tả khoa học năm 1928.